# James Madole
James Madole, né le 7 juillet 1927 à New York et mort le 6 mai 1979, est un militant néonazi américain, fondateur et dirigeant du National Renaissance Party (NRP), considéré comme la première organisation néonazie d'après-guerre aux États-Unis. Il développe une idéologie singulière mêlant suprémacisme blanc, science-fiction, ésotérisme et antisémitisme.
Initialement anticommuniste, il évolue dans les années 1950 vers une position de troisième voie opposée à la fois au capitalisme et au communisme, tout en adoptant une position pro-soviétique.
Dans les années 1970, il oriente le NRP vers une forme de théosophie raciste inspirée du système des castes de l'Inde védique. Malgré son isolement relatif, il est aujourd'hui considéré comme une figure pionnière du fascisme ésotérique d'après-guerre.

## Biographie
James Hartung Madole naît le 7 juillet 1927 à New York. Élevé à Beacon (New York) par sa mère Grace, décrite par le journaliste Kevin Coogan comme une antisémite fanatique, après l'abandon de son père à l'âge de deux ans, James Madole souffre d'asthme et grandit isolé.
En 1947, il fonde l'Animist Party, dont la création est annoncée dans un magazine de science-fiction. Ce groupe est dissous fin 1948 après la découverte que plusieurs de ses membres étaient des infiltrés de groupes antifascistes.
En 1950, James Madole prend la direction opérationnelle du National Renaissance Party, première organisation néonazie d'après-guerre aux États-Unis,. Bien que Madole prenne la gestion du parti, l'organisation est en réalité contrôlée dans ses premières années par Frederick Charles Weiss, qui l'utilise pour diffuser sa propagande à l'échelle internationale. Weiss considère alors Madole comme un simple exécutant.
Madole organise régulièrement des rassemblements de rue, notamment dans les quartiers juifs et noirs de New York, où, accompagné de ses partisans en uniformes, il diffuse son message de suprématie blanche et de renaissance aryenne, provoquant souvent des émeutes.
À partir du printemps 1954, Madole et sa mère partagent un appartement à Manhattan, financé par Weiss.
Durant les années 1970, après la mort de Weiss, Madole dirige le NRP de manière effective. Il lui fait prendre une orientation ésotérique,.
Il meurt d'un cancer le 6 mai 1979.

## Idéologie

### Positions influencées par la science-fiction
À la tête du National Renaissance Party, James Madole développe une idéologie mêlant science-fiction, eugénisme et antisémitisme, prônant la direction du monde par un « Phrenarch », chef suprême qui dirigerait un « Conseil d'intégration technique » supervisant tout, de la distribution énergétique planétaire jusqu'aux mariages. Pour Madole, la Terre n'est qu'un point de départ vers un nouvel ordre mondial galactique, affirmant que « la destinée ultime de l'homme se trouve dans les étoiles ».

### Positions sur les questions raciales
Dans son projet de création d'une « nouvelle Amérique », il prône la subordination des intérêts individuels à ceux de la communauté nationale, développant une doctrine qu'il nomme « nationalisme racial », visant à unifier la nation sur la base des « liens ancestraux du sang et de la race ». Sa doctrine raciale est basée sur la prétendue supériorité de la « race aryenne », s'opposant au judaïsme et au christianisme qu'il considère comme des « hérésies sémitiques » étrangères à l'« Europe aryenne ».
En décembre 1965, dans le bulletin du NRP, James Madole publie un article intitulé « The Historical and Metaphysical Roots of the Conflict between Jew and Gentile ». Dans cet écrit, rédigé après le suicide du membre du NRP Daniel Burros — un antisémite notoire qui s'est donné la mort après la révélation de ses origines juives par le New York Times — Madole y défend la légitimité de Burros en tant que national-socialiste malgré ses origines.

### Troisième voie
Dans les années 1950, sous l'influence de Francis Parker Yockey et Frederick Charles Weiss, il fait évoluer le NRP, abandonnant la position anticommuniste initiale du parti inspirée du nazisme pour une position de type troisième voie rejetant à la fois le capitalisme et le communisme, mais adoptant une position pro-soviétique face aux États-Unis et à la prétendue « juiverie internationale ».
À la fin des années 1950, Madole entretient des contacts réguliers avec un attaché de presse soviétique. Dans les publications du bulletin du NRP, Madole soutient publiquement le régime de Fidel Castro, célébrant la nationalisation des plantations de sucre qu'il décrit comme contrôlées par des « banquiers juifs de Wall Street ».

### Fascisme ésotérique

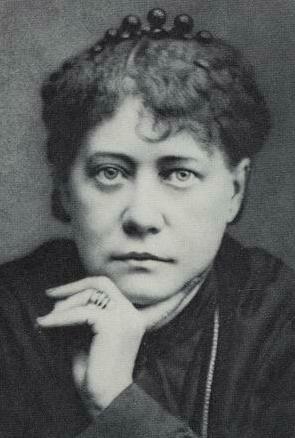
Helena Blavatsky, influence ésotériste de James Madole.

Dans les années 1970, il réoriente le National Renaissance Party vers une forme particulière de théosophie raciste. Le bulletin du NRP se concentre alors sur des théories occultes, publiant la série d'articles « The New Atlantis: A Blueprint for an Aryan 'Garden of Eden' in North America » (« La Nouvelle Atlantide : Un plan pour un « jardin d'Éden » aryen en Amérique du Nord ») à partir de 1974, qui rend hommage à Helena Blavatsky pour avoir selon lui transmis « la Sagesse Secrète de la Race Aryenne du Tibet à l'Europe et à l'Amérique du Nord »,.
Il préconise une société racialement hiérarchisée inspirée du système des castes de l'Inde védique, dirigée par une élite aryenne de philosophes rois. Il voit dans l'Inde védique le modèle archétypal du gouvernement aryen, qu'il considère comme s'étant transmis depuis l'Atlantide jusqu'à l'Inde brahmanique, l'Égypte pharaonique et la Rome impériale. Il rejette ainsi le christianisme qu'il juge trop égalitaire,.

### Autoritarisme
Opposé à la démocratie libérale qu'il considère comme une doctrine issue d'intellectuels qu'il désigne faussement comme juifs tels qu'Adam Weishaupt et Karl Marx, Madole appelle en 1953 à l'abolition du système parlementaire.
En 1956, il exprime son admiration pour les régimes autoritaires, citant Adolf Hitler, Francisco Franco, Benito Mussolini et Juan Perón comme modèles politiques, affirmant que ces derniers savaient que « la démocratie était invariablement un instrument entre les mains du Juif international ».

## Alliances
Bien que prônant la suprématie blanche, il cherche paradoxalement des alliances avec les nationalistes arabes et les nationalistes noirs dans son opposition à l'impérialisme américain,.
Après la mort de Fred Weiss à la fin des années 1960, Madole se rapproche de l'Église de Satan d'Anton LaVey,. Il entretient une correspondance avec LaVey, qui, tout en considérant Madole comme « un homme sympathique qui fait ce qu'il a à faire », décrit le NRP comme étant « composé en grande partie de types acnéiques et bucoliques transplantés à New York ». LaVey voit cependant en Madole un allié potentiel dont les convictions idéologiques pourraient être facilement réorientées vers les objectifs de son église, considérant que les idéaux racistes des militants du NRP « sont portés sur leurs manches et, je crois, sont aussi amovibles que leurs brassards [...] [Leurs schémas de croyance sont simples et nous] avons affaire à des niveaux d'intelligence pour lesquels les idéaux et l'imagerie sont facilement interchangeables ».

## Influence
Isolé de son vivant, le NRP ne lui survit que brièvement après sa mort en 1979, malgré les efforts de sa mère Grace pour tenter de maintenir l'organisation durant deux ans. Depuis les années 1990, il est considéré comme une figure pionnière du fascisme ésotérique d'après-guerre,,. Il influence notamment Kerry Bolton.